# 衝撃
| ウィキペディアには「衝撃」という見出しの百科事典記事はありません（タイトルに「衝撃」を含むページの一覧/「衝撃」で始まるページの一覧）。 代わりにウィクショナリーのページ「衝撃」が役に立つかもしれません。 |